# Élő könyvek – Magyar Klasszikusok
Az Élő könyvek – Magyar Klasszikusok egy két világháború között megjelent magyar szépirodalmi könyvsorozat volt, amely a Franklin Társulat gondozásban a következő köteteket tartalmazta:
- 1. kötet: Kazinczy Ferenc munkái – Költemények/Pályám emlékezete
- 2. kötet: Kisfaludy Sándor munkái – Himfy – Csobánc – Tátika
- 3. kötet: Csokonai Vitéz Mihály munkái – Versek – Dorottya – Karnyóné
- 4. kötet: Berzsenyi Dániel munkái – Költemények/Poétai harmonistika
- 5. kötet: Kisfaludy Károly munkái I. – Költemények/Tollagi Jónás viszontagságai
- 6. kötet: Kisfaludy Károly munkái II. – Színművek
- 7. kötet: Kölcsey Ferenc munkái – Költemények/Tanulmányok és emlékbeszédek/Parainesis
- 8. kötet: Katona József: Bánk bán/Gróf Teleki László: A kegyenc
- 9. kötet: Bajza József munkái – Költemények/Tanulmányok
- 10. kötet: Czuczor Gergely munkái
- 11. kötet: Garay János munkái – Költemények
- 12. kötet: Báró Jósika Miklós: Abafi
- 13. kötet: Vörösmarty Mihály munkái I. – Kisebb költemények
- 14. kötet: Vörösmarty Mihály munkái II. – Kisebb költemények/Zalán futása
- 15. kötet: Vörösmarty Mihály munkái III. – Epikai költemények
- 16. kötet: Vörösmarty Mihály munkái IV. – Drámai költemények
- 17. kötet: Petőfi Sándor munkái I. – Kisebb költemények
- 18. kötet: Petőfi Sándor munkái II. – Kisebb költemények
- 19. kötet: Petőfi Sándor munkái III. – Kisebb költemények
- 20. kötet: Petőfi Sándor munkái IV. – Elbeszélő költemények
- 21. kötet: Arany János munkái I. – Kisebb költemények
- 22. kötet: Arany János munkái II. – Kisebb költemények
- 23. kötet: Arany János munkái III. – Toldi/Toldi estéje/Buda halála
- 24. kötet: Arany János munkái IV. – Kisebb elbeszélő költemények
- 25. kötet: Tompa Mihály munkái I. – Kisebb költemények
- 26. kötet: Tompa Mihály munkái II. – Kisebb költemények
- 27. kötet: Tompa Mihály munkái III. – Balladák és elbeszélő költemények
- 28. kötet: Báró Kemény Zsigmond: Zord idő I.
- 29. kötet: Báró Kemény Zsigmond: Zord idő II.
- 30. kötet: Madách Imre munkái – Az ember tragédiája/Költemények
- 31. kötet: Gyulai Pál munkái I. – Költemények
- 32. kötet: Gyulai Pál munkái II. – Elbeszélések
- 33. kötet: Gyulai Pál munkái III. – Irodalmi tanulmányok
- 34. kötet: Gyulai Pál munkái IV. – Dramaturgiai tanulmányok és emlékbeszédek
- 35. kötet: Szigligeti Ede munkái – Színművek
- 36. kötet: Vajda János munkái – Költemények
- 37. kötet: Péterfy Jenő munkái – Irodalmi tanulmányok
- 38. kötet: Beöthy Zsolt munkái – Irodalmi tanulmányok
- 39. kötet: Magyar népdalok
- 40. kötet: Magyar népballadák és románcok
- 41. kötet: Balassa Bálint verseiből/Zrínyi Miklós: A szigeti veszedelem
- 42. kötet: Pázmány Péter műveiből
- 43. kötet: Mikes Kelemen Törökországi leveleiből
- 44. kötet: Gróf Gvadányi József: Egy falusi nótáriusnak budai utazása/Kármán József: Fanni hagyományai/Fazekas Mihály: Ludas Matyi
- 45. kötet: Báró Jósika Miklós: A csehek Magyarországon I.
- 46. kötet: Báró Jósika Miklós: A csehek Magyarországon II.
- 47. kötet: Báró Eötvös József: A karthauzi I.
- 48. kötet: Báró Eötvös József: A karthauzi II.
- 49. kötet: Báró Eötvös József: Gondolatok
- 50. kötet: Arany János: Toldi szerelme
- 51. kötet: Báró Kemény Zsigmond: A rajongók I.
- 52. kötet: Báró Kemény Zsigmond: A rajongók II.
- 53. kötet: Báró Kemény Zsigmond: Férj és nő
- 54. kötet: Gróf Széchenyi István műveiből
- 55. kötet: Kossuth Lajos műveiből
- 56. kötet: Deák Ferenc műveiből
- 57. kötet: Baksay Sándor: Jáhel/Patak banya
- 58. kötet: Lévay József verseiből
- 59. kötet: Régi magyar elbeszélők I.
- 60. kötet: Régi magyar elbeszélők II.